# Rubus novoguineensis
Rubus novoguineensis är en rosväxtart som beskrevs av Elmer Drew Merrill och Perry. Rubus novoguineensis ingår i släktet rubusar, och familjen rosväxter. Inga underarter finns listade i Catalogue of Life.